# Karomama Meritmut
Karomama Meritmut (fl. IX secolo a.C.) è stata una sacerdotessa egizia, Divina Sposa di Amon durante la XXII dinastia.
Forse è da identificare con la principessa Karomama, figlia del faraone Osorkon II e della regina Karomama I, che fu raffigurata nella grande sala in granito rosso eretta da Osorkon per celebrare la propria festa sed. Successe ad Henuttawy come Divina Sposa di Amon, la massima carica sacerdotale femminile del Paese. Fu inoltre rappresentata a Karnak, nella cappella denominata Osiris-Nebankh ("Osiride, Signore della Vita").
Una sua statua stante in bronzo damaschinato d'oro e argento, assai pregevole e preziosa, le fu donata dall'Ispettore del Tesoro Ahentefnakht e oggi si trova al Museo del Louvre; sono stati inoltre rinvenuti a Karnak una statuetta votiva di Maat che ricevette ancora da lui, una sua stele, i suoi vasi canopi e ushabti, oggi a Berlino.
La sua tomba, costituita da un pozzo profondo 5 metri e una camera sepolcrale, è stata scoperta nel dicembre 2014 nei pressi del Ramesseum, a Tebe.